# Shūrāb-e Kabīr
Shūrāb-e Kabīr (persiska: شوراب کبیر) är en ort i Iran.   Den ligger i provinsen Chahar Mahal och Bakhtiari, i den centrala delen av landet, 400 km söder om huvudstaden Teheran. Shūrāb-e Kabīr ligger 1 976 meter över havet och antalet invånare är 438.
Terrängen runt Shūrāb-e Kabīr är kuperad åt sydväst, men åt nordost är den platt. Terrängen runt Shūrāb-e Kabīr sluttar söderut.Runt Shūrāb-e Kabīr är det ganska tätbefolkat, med 185 invånare per kvadratkilometer. Närmaste större samhälle är Saman, 9,4 km sydväst om Shūrāb-e Kabīr. Trakten runt Shūrāb-e Kabīr består i huvudsak av gräsmarker.